# Accademia slovacca delle scienze

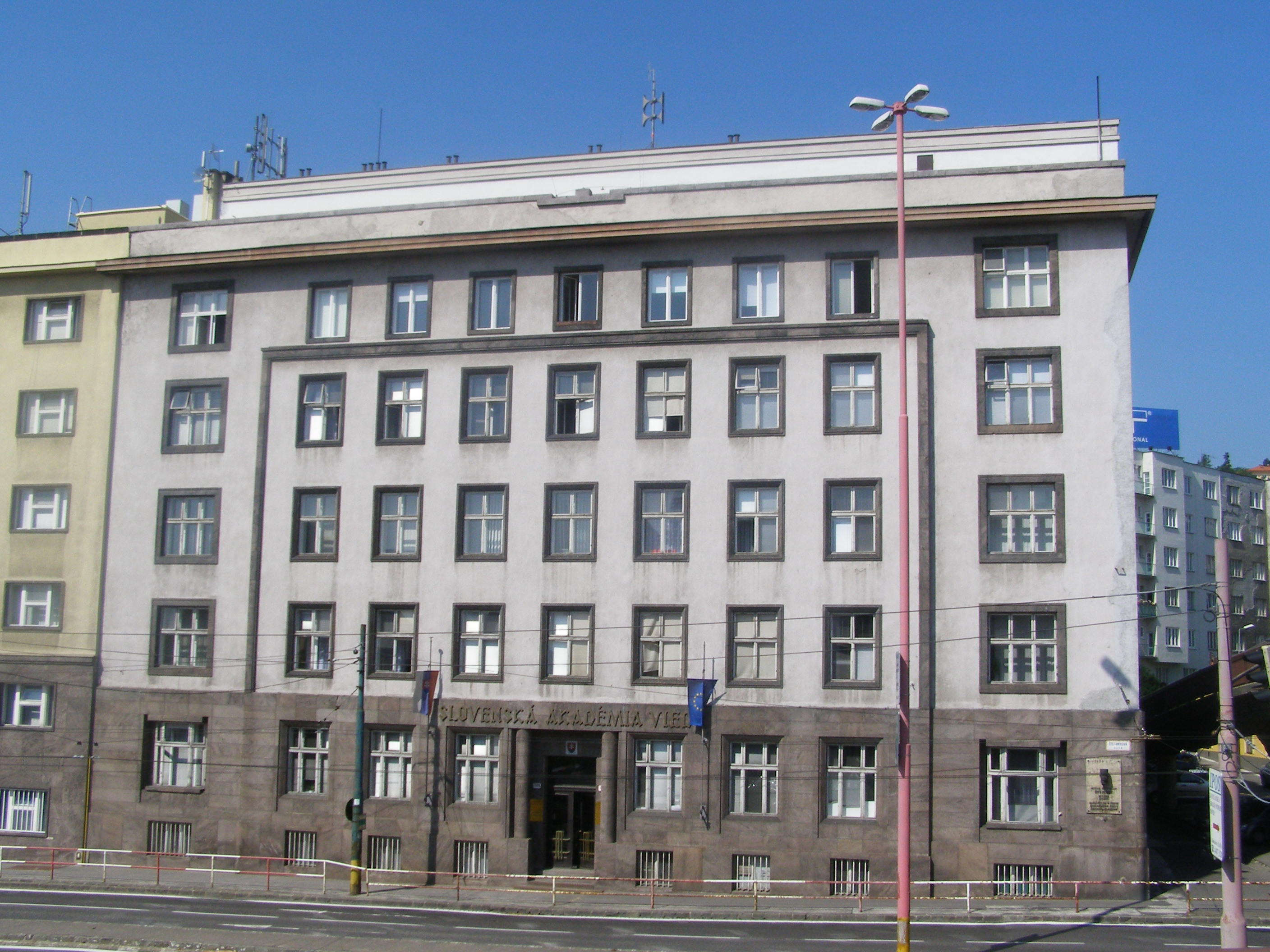
Accademia Slovacca delle scienze (SAV)

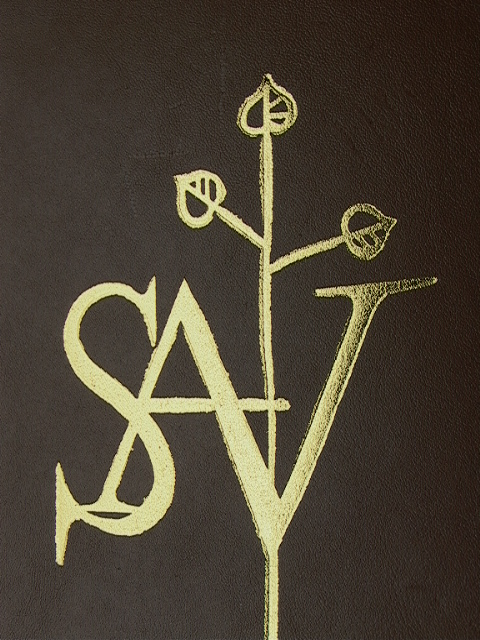
Stemma dell'Accademia

L'Accademia slovacca delle scienze (in lingua slovacca: Slovenská akadémia vied, SAV) è la principale istituzione scientifica e di ricerca della Slovacchia; fu fondata nel 1942, chiusa dopo la seconda guerra mondiale, e rifondata nel 1953.
Dal 1960 al 1992 fu parte dell'Accademia cecoslovacca delle scienze.
La sua missione principale è di acquisire nuove conoscenze sulla natura, sulla società e sulla tecnologia, specificamente con l'obiettivo di fondare le basi scientifiche per l'avanzamento della nazione slovacca. Comprende 58 istituti scientifici, e 13 istituzioni ancillari. L'Accademia stampa 44 giornali scientifici e 100-120 monografie all'anno; inoltre, sono affiliate all'Accademia 41 società scientifiche, che comprendono tra i loro affiliati scienziati e studiosi di diverse discipline.